# Архелай (військовик)
Архелай (*Άρχέλαος, д/н — після 74 до н. е.) — військовий діяч Понтійського царства в період Першої Мітрідатової війни.

## Життєпис
Походив з македонського роду. Народився в Каппадокії, можливо, його матір'ю була каподокійка. Перебував на службі понтійського царя Мітрідата VI. Відомий насамперед участю в Першій Мітрідатовій війні. 89 року до н. е. очолив війська, що підкорили Понту найбільші острови на півночі Егейського моря, насамперед Лемнос, Лесбос, Тенедос, Фасос.
87 року до н. е. на Делосі було вчинено опір військам Архелая. У результаті цих подій було вбито 20 тисяч римлян та італіків. Архелай оголосив про передачу острова і священної скарбниці Афінам, які формально були незалежним містом. В Афіни з грошима був відправлений Аристіон, який, спираючись на невдоволення римлянами, захопив владу в місті. Того ж року до н. е. Архелай і Арістіон виступили з армією в Беотію, де почали облогу міста Феспії, жителі якого відмовилися переходити на сторону Понту. Невдовзі Архелай стикнувся з легатом Бруттієм Сурою, що перед тим переміг понтійського військовика Метрофана. В 3-денній битві перемогу не змогла здобути жодна зі сторін. Після невдалої спроби захопити Пірей Бруттій відступив до Македонії.
Восени 87 року до н. е. на Балканах висадився римський консул Луцій Корнелій Сулла. Архелай відступив до Пірея. Перший штурм Пірея не вдався, і Сулла розпочав облогу. Взимку в Афінах почався голод, а Архелай не мав можливості поставити харчі до міста. Сулла вирішив організувати морську блокаду Пірею. В березні римляни зуміли захопити Афіни та увірватися до Пірея. Архелай з рештою війська відплив до Беотії, а потім в Фессалію.
Досягнувши Фермопіл, Архелай приєднав до своїх сил війська в Македонії, після чого під його командуванням опинилося 50 000 піхотинців, 10 000 вершників і 90 бойових колісниць. Після цього Архелай попрямував у бік Фокіди, і став табором біля міста Херонея, розташувавши військо між пагорбами, коли його наздогнав Сулла. У запеклій битві Архелай зазнав нищівної поразки. З його війська вціліло 10 000 осіб, які змогли досягти Халкідіки, і звідти продовжили набіги на узбережжя Егейського моря. Тут у 85 році до н. е. з'єднався з Дорілаєм Молодшим. Невдовзі у 2-денній запеклій битві при Орхомені Архелай зазнав важкої поразки.
Понтійський цар дав наказ Архелаю укласти мир з римлянами на сприятливих умовах. Зрештою 84 року до н. е. Архелай умовив Мітрідата VI укласти Дарданський мирний договір, що був вкрай несприятливим для Понту. Невдовзі після цього цар запідозрив, що Архелая було підкуплено Суллою, начебто отримав 6600 акрів у Беотії. В результаті Архелая було усунуто від будь-яких посад. Оселився в Каппадокії, що була на боці Римської республіки. За деякими відомостями, згодом допомагав римлянам під час Другої і Третьої Мітрідатових війн. Остання згадка відноситься до 74 року до н. е.

## Родина
1. Дружина — невідома, можливо незакона донька Мітрідата VI Евпатора.
Діти:
- Діоген *д/н—85 до н. е.), загинув у битві при Орхомені

2. Дружина — Афенаїда, донька або небога Аріобарзана I, царя Каппадокії.
Діти:
- Архелай, верховний жрець Комани і цар Єгипту